# Stuif es in
Stuif es in was een kinderprogramma van de AVRO, dat van 1968 tot 1985 werd gepresenteerd door Ria Bremer, die deze taak halsoverkop had overgenomen van haar voorgangster Annabet Tausk nadat die een ongelukje had gekregen (ze was tijdens de repetitie voor de eerste uitzending van haar paard gevallen). Ad Visser was achter de schermen aanwezig, ving de kinderen op en begeleidde hen.
Karel van de Graaf verleende in de begintijd ook zijn medewerking aan het programma en was, toen nog met lang haar en een baard, de assistent van Ria Bremer.

## Locatie
Het programma werd eens in de maand, later eens in de vijf of zes weken op zaterdagmiddag uitgezonden. Aanvankelijk kwam het programma iedere keer rechtstreeks vanuit een tent vanaf steeds een andere locatie, vervolgens werden dat De Meerpaal in Dronten en 't Spant in Bussum. Later werd het een rondreizende tent en het Stuif-es-in-theater in Ponypark Slagharen.

## Opzet
Kinderen konden in het programma iets demonstreren waar zij goed in waren, waarna ze een soort medaille kregen: een stuiver aan een lint. In het programma was een jury aanwezig die een winnaar aanwees die vervolgens de Gouden Stuiver kreeg en ook in de volgende uitzending voorzitter mocht zijn van de jury. Aan het eind van het programma zong iedereen het Gouden Stuiver Lied. De eindmelodie was Dit is het Einde. Er kwamen dan heel veel ballonnen naar beneden en alle kinderen mochten het podium op rennen. Het programma werd muzikaal omlijst door het combo Rudy van Houten.

## De Balk
De programma's werden opgenomen met acht schoolklassen als publiek. Elk uitzending werd er uit een emmer met briefjes van de elf provincies één provincie getrokken waarvan de scholen uit die provincie een brief konden sturen als een schoolklas bij een uitzending aanwezig wilde zijn. De brieven werden aan een balk gehangen en dan op de tast door Ria Bremer en met hulp van kinderen er vanaf getrokken. Om op te vallen werden de brieven steeds gekker en opvallender en later werden het meer zelfgemaakte voorwerpen die werden ingestuurd. Deze werden dan ook aan de Balk gehangen. In de uitzending plukte presentatrice Ria Bremer enkele voorwerpen van de Balk, afgaande op het publiek, dat links, rechts, hoger of lager riep om haar naar het juiste voorwerp te bewegen. De schoolklas die het voorwerp had gemaakt, werd uitgenodigd als publiek bij de volgende uitzending en werd door de AVRO met een touringcar opgehaald.

## Stuif es uit
De laatste uitzending van het seizoen was extra lang en heette Stuif es uit, waarbij een aantal eerder langsgekomen kinderen nogmaals hun kunnen lieten zien. Ook waren hierin optredens van beroepsartiesten.

## Gouden stuiver televisieprijs
Sedert 2000 wordt op het Gouden Televizier-Ring Gala de Gouden stuiver uitgereikt voor het door het publiek meest gewaardeerde kinderprogramma. Zodra een programma de prijs heeft gewonnen, kan het niet nogmaals genomineerd worden. De voorloper van de Gouden Stuiver was de Margriet-kinder-tv-prijs (van 1997 tot en met 1999). In 2011 reikte Ria Bremer de Gouden Stuiver uit aan het beste kinderprogramma van het jaar: De taarten van Abel. Tijdens het gala was de 'balk' er ook bij.

## Bekende deelnemers
- Wibi Soerjadi
- Stochelo Rosenberg
- Jochem van Gelder (met een imitatie van Boney M.)
- Antje Monteiro
- Anita Meyer
- Sjors Fröhlich
- Klaas van Dijk